# Penny Rimbaud
Penny Rimbaud, pseudonimo di Jeremy John Ratter (Northwood, 8 giugno 1943), è un batterista, scrittore e poeta britannico e cofondatore del gruppo Punk rock/Anarcho punk Crass assieme a Steve Ignorant nel 1977.

## Biografia
Rimbaud (nome ispirato al poeta Arthur Rimbaud) ha creato la comunità pacifista/anarchica a Dial House nel 1967 assieme a Gee Vaucher, e, assieme all'amico Phil Russell (conosciuto anche come Wally Hope), aiutarono a propagare il movimento free festival a Windsor, Berkshire e in seguito a Stonehenge durante il primo periodo degli anni 70. Come documentato in Last of the Hippies e nella sua autobiografia Shibboleth, Russell venne arrestato e incarcerato in un edificio apposito per malati mentali dopo che fu scoperto in possesso di una dose di LSD. In seguito venne rilasciato, ma la sua mente rimase profondamente danneggiata a causa degli effetti delle medicine che gli erano state prescritte e in seguito si suicidò. Rimbaud ha affermato che era la sua rabbia riguardo alle domande senza risposta sulla morte dell'amico ad averlo spinto a formare i Crass.
Anche se i Crass si divisero nel 1984, Rimbaud continuò a scrivere e a cantare come solista e come parte del Crass Collective assieme ad altri ex membri come Eve Libertine, Gee Vaucher e Steve Ignorant. Tra i suoi lavori, Reality Asylum, è apparso come una traccia di durata pari a 2 minuti sull'album del 1978 The Feeding of the 5000, come un singolo più lungo e come un monologo di 45 minuti; Rocky Eyed, un poema esteso che attaccava il primo ministro Margaret Thatcher e il suo governo in seguito alla guerra del 1982 combattuta sulle Isole Falkland che venne registrato nell'album Yes Sir, I Will; The Death of Imagination (una "commedia musicale in 4 parti"); The Diamond Signature e Oh America, una risposta agli eventi dell'11 settembre 2001 e della guerra al terrorismo americana.
Sin dal 2003 Penny lavora su Crass Agenda (rinominata poi Last Amendment), cantando dal vivo e pubblicando materiale in formato CD come Savage Utopia, in collaborazione con i Coldcut di Matt Black e ad altri musicisti Jazz, e How?, un ri-arrangiamento del beat di Allen Ginsberg Howl.
Durante il 2005 ha completato il suo lavoro filosofico su "This Crippled Flesh". Attualmente sta lavorando su "Jazz Requiem" con il sassofonista Ed Jones.

## Discografia
Rimbaud suona in tutti gli album e i singoli dei Crass.
- Christ's Reality Asylum (Crass records, 1992)
- The Death of Imagination (Red Herring Records)
- Savage Utopia (Babel Label, 2004, svolto da Crass Agenda)
- How? (Babel Label, 2004, interpretazione di Rimbaud di Howl)